# Chaenothecopsis parasitaster
Chaenothecopsis parasitaster är en lavart som först beskrevs av Bagl. & Carestia, och fick sitt nu gällande namn av David Leslie Hawksworth. Chaenothecopsis parasitaster ingår i släktet Chaenothecopsis och familjen Mycocaliciaceae.   Inga underarter finns listade i Catalogue of Life.